# Atletismo nos Jogos Pan-Americanos de 1967 - Salto em altura feminino
A prova do salto em altura feminino nos Jogos Pan-Americanos de 1967 foi realizada em Winnipeg, Canadá.

## Medalhistas
| Ouro                                  | Prata                 | Bronze                              |
| Eleanor Montgomery USA Estados Unidos | Susan Nigh CAN Canadá | Franzetta Parham USA Estados Unidos |

## Resultados
| Posição           | Nome                 | Nacionalidade      | Marca | Notas |
| ----------------- | -------------------- | ------------------ | ----- | ----- |
| Medalha de ouro   | Eleanor Montgomery   | USA Estados Unidos | 1.78  |       |
| Medalha de prata  | Susan Nigh           | CAN Canadá         | 1.72  |       |
| Medalha de bronze | Franzetta Parham     | USA Estados Unidos | 1.69  |       |
| 4                 | Maria Luísa Cipriano | BRA Brasil         | 1.66  |       |
| 5                 | Aida dos Santos      | BRA Brasil         | 1.55  |       |
| 6                 | Audrey Reid          | JAM Jamaica        | 1.55  |       |
| 7                 | Sheila Flowers       | CAN Canadá         | 1.50  |       |
| 8                 | Elvira Quiñones      | ECU Equador        | 1.40  |       |